# Diacetoxyscirpenol
Diacetoxyscirpenol (abgekürzt DAS), auch Anguidin genannt, ist ein Mykotoxin (Schimmelpilzgift) aus der Gruppe der Typ-A-Trichothecene und ein Fusarium-Toxin. Es entsteht als Stoffwechselprodukt von Pilzen der Gattung Fusarium und kann bei Nutztieren eine Toxikose hervorrufen.
Diacetoxyscirpenol hemmt die Proteinbiosynthese, was zum Tod sich schnell teilender Zellen führt. Es wurde daher bis in die 1980er Jahre auf seine Wirksamkeit als Krebsheilmittel erprobt.